# フレディ・ファン・ロデウィック
フレディ・ファン・ロデウィック（Freddy van Riemsdijk 、本名：Louis Frederick van Riemsdijk 、1890年5月14日 -  1955年3月17日）は、オランダの貴族でオランダ最初のパイロットである。

## 生涯
ロデウィック男爵の息子としてユトレヒトに生まれた。5歳の時父親が死に、喘息を罹患した後、1903年に画家になるためにパリに出た。1909年8月22日から29日にフランスのランスで開かれた飛行大会を見物して、感激し、自らも飛行機を購入し、飛行しようと決意した。アントワネット機を購入する交渉に失敗した後、12月にアメリカに渡り、グレン・カーチスから操縦を学び、カーチス機を購入しフランスに戻った。
1910年2月6日から10日に飛行大会が開かれたヘリオポリスに渡り、3月8日、オランダ人として最初の飛行免許を取得した。カーンからニースの間のレースに参加し、最終ステージのキャップ・フェラへの飛行中に地中海に不時着水した。その後、レースに復帰したが賞金は支払われなかった。航空スポーツが経済的に割りに合わないことに気がついて、飛行機を売り払い、飛行するのをやめて画家に戻った。1911年に銀行から債務で訴えられた。
第二次世界大戦中は義勇兵としてフランス空軍に参加し、マルヌの戦いに参加したが、肺炎になり除隊した。肖像画家として働きパリで没した。
アイントホーフェン空港の近くの道路にファン・ロデウィックの名前がつけられた。